# 鯊魚級潛艇 (朝鮮)
鯊魚级潜艇（也有譯作山高级潛艇）（英語：Sang-O class submarine）是北韓建造最多潛艇。其英语拼写为Sang-o。

## 历史
“鲨鱼”级潜艇是外界曝光最多的朝鲜小型潜艇，该潜艇也被称为“山高”级。1991年，朝鲜开始在前南斯拉夫“英雄”级潜艇基础上仿制建造“鲨鱼”级潜艇。

## 性能
據稱朝鮮的微型潛艇為避免被偵測到，表面有特殊吸波材料涂装。鯊魚級潜艇分为攻击型和侦察型，侦察型没有装备鱼雷发射管，其空间用于裝載特种作战人员。其基本型装备了2具533毫米鱼雷发射管，但是由于潜艇大小的限制，鱼雷不可在战斗中再装填，所以只有2枚533毫米鱼雷。

### 尺寸
34米（长）×3.8米（宽）×3.2米（吃水），甲板至指挥台围壳顶部高2.5米。

## 運用
1996年9月，朝鲜特种部队为收集韩国情报，使用鯊魚級潜艇渗透至韩国东海岸江陵市附近。由于渗透用的潜艇搁浅，参与行动的26名朝鲜人不得不弃艇，并从附近的海滩冲入附近山林中隐藏。韩国陆军和警察随即对他们展开时长两个多月的追捕，26名朝鲜人中仅有2人生存，而韩国方面有16人丧生（包括军人和百姓），27人受伤。朝鲜的此次渗透行动虽以失败而告终，但却给外界得以一见朝鲜特种部队的训练水平和作战能力。